# Żołna modrosterna
Żołna modrosterna (Merops philippinus) – gatunek średniej wielkości ptaka z rodziny żołn (Meropidae). Częściowo wędrowny. Występuje w Azji Południowej i Południowo-Wschodniej oraz na Nowej Gwinei i sąsiedniej Nowej Brytanii. Nie jest zagrożony wyginięciem.

## Taksonomia
Po raz pierwszy zgodnie z zasadami nazewnictwa binominalnego gatunek opisał Karol Linneusz w 1767 w 12. edycji Systema Naturae. Nowemu gatunkowi nadał nazwę Merops philippinus. Holotyp pochodził z Filipin. Międzynarodowy Komitet Ornitologiczny (IOC) utrzymuje tę nazwę (2021). Zarówno IOC, jak i autorzy HBW uznają żołnę modrosterną za gatunek monotypowy; opisane podgatunki javanicus, celebensis i salvadorii nie są obecnie uznawane. Niektórzy autorzy łączą żołnę modrosterną w jeden gatunek z żołną zieloną (M. superciliosus). Taką klasyfikację zastosowano przykładowo w Check-list of birds of the world w 1955 i Kingfishers, Bee-eaters and Rollers (2010). Przedstawiciele tych dwóch taksonów znacząco jednak różnią się upierzeniem.
W kariotypie 2n=78.

## Morfologia
Długość ciała bez wydłużonych sterówek wynosi 28–30 cm (z nimi do 7 cm więcej); masa ciała 29–42 g u samców, 31–45 g u samic. W upierzeniu pozornie nie występuje dymorfizm płciowy. Różnice są trudne do zauważenia dla obserwatora, jednak u samców występuje większe nasycenie barwy niebieskiej, zielonej, żółtej i kasztanowej, ponadto mają również dłuższe ozdobne sterówki. Czoło po płaszcz zielonobrązowe z brązowym nalotem. Barkówki, grzbiet i pokrywy skrzydłowe wyróżnia bardziej jednolita zielona barwa. Lotki III rzędu niebieskawe, kuper i ogon niebieskie. Ozdobne wydłużone sterówki czarne. Lotki I rzędu ciemnooliwkowe, końcówki lotek II rzędu czarniawe. Na głowie czarna maska, zwykle z wierzchu i od spodu obwiedziona jasnoniebieską linią. Broda jasnożółta, gardło rdzawe, pierś i boki szyi oliwkowozielone. Pokrywy podogonowe niebieskie, bardzo jasne. Pokrywy podskrzydłowe płowocynamonowe, ogon od spodu szary. Dziób czarny, jego wnętrze niebieskie. Tęczówka bordowa. Nogi i stopy różowobrązowe z czarnymi pazurami.

## Zasięg występowania
Zasięg występowania żołny modrosternej w części kontynentalnej obejmuje północny Pakistan, centralne i północne Indie, Nepal na wschód po Mjanmę i południowo-wschodnie Chiny (Junnan po Guangdong oraz wyspę Hajnan). Występuje również na Sri Lance i Filipinach na południe po Celebes i Flores (Małe Wyspy Sundajskie); prócz tego wschodnia Nowa Gwinea i Nowa Brytania. Zimuje w południowych Indiach, na Sri Lance, Półwyspie Malajskim i Wielkich Wyspach Sundajskich. W lipcu 2013 po raz pierwszy odnotowano żołnę modrosterną w Japonii, na Wyspach Izu.

## Ekologia i zachowanie

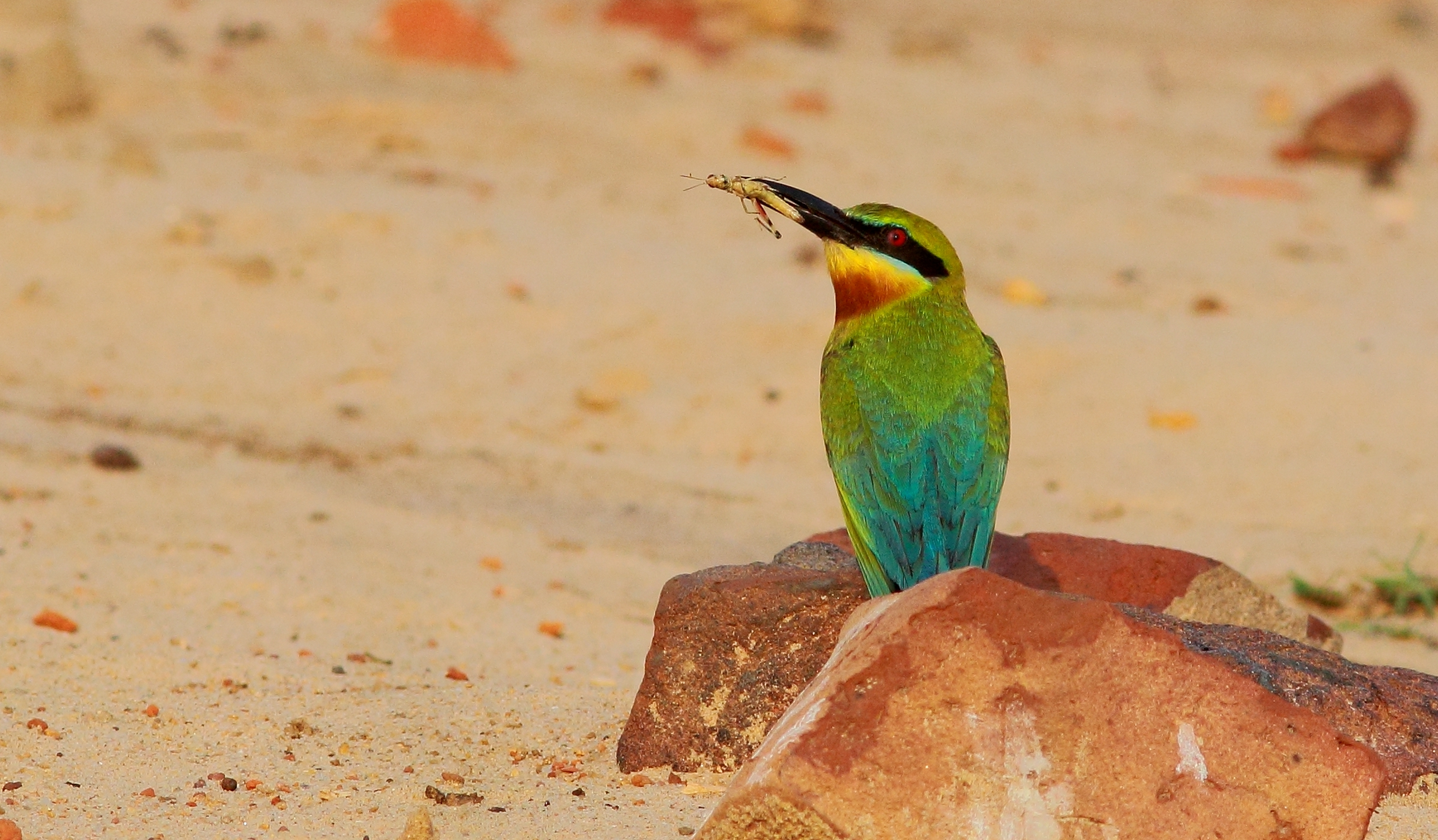
Żołna modrosterna ze zdobyczą

Środowiskiem życia żołn modrosternych są różnorodne otwarte i zamknięte obszary w pobliżu wody: namorzynów, estuariów, strumieni, zbiorników wodnych. W Nepalu na wysokości 75–300 m n.p.m., sporadycznie do 1525 m n.p.m. Pożywieniem tych ptaków są pszczoły (Apis, między innymi pszczoła karłowata, A. florea), osowate (w tym szerszeń wschodni, Vespa orientalis) i różne inne błonkoskrzydłe, chrząszcze czy pluskwiaki. W badaniu prowadzonym na plantacjach palm olejowych w Indonezji 21,13% zawartości żołądka stanowiły błonkoskrzydłe należące łącznie do 6 gatunków.

### Lęgi
Na północ od równika okres lęgowy trwa od lutego do maja/czerwca, głównie w kwietniu i maju, w okolicach równika od września do listopada. Na Nowej Gwinei podloty widziano w maju. Obserwowano kopulacje na drutach, a przy jednej z obserwacji kopulacja odbyła się po zaoferowaniu samicy ważki przez samca. Gniazdo umieszczone jest zazwyczaj w tunelu wyżłobionym w pionowej skarpie rzeki lub piaszczystym klifie, przeważnie długim na maksymalnie 2 m. Żołny modrosterne gniazdują kolonijnie, często w setkę par lub więcej. Są monogamiczne, niekiedy występuje gniazdowanie kooperatywne. Zniesienie liczy od 5 do 7 jaj (zwykle 6), o okrągławym owalnym kształcie i białej skorupce. Średnie wymiary 100 jaj: 23,2 na 20,1 mm.

## Status zagrożenia
IUCN uznaje żołnę modrosterną za gatunek najmniejszej troski (LC, Least Concern) nieprzerwanie od 1988 (stan w 2021). Liczebność populacji nie została oszacowana; ptak ten opisywany jest jako od rzadkiego po lokalnie pospolity. BirdLife International ocenia trend liczebności populacji jako stabilny ze względu na brak dowodów na spadki liczebności bądź istotne zagrożenia dla gatunku.